# Берхалтер, Себастьян
Себастьян Меттью Берхалтер (англ. Sebastian Matthew Berhalter; род. 17 мая 2001, Лондон) — американский футболист, полузащитник клуба «Ванкувер Уайткэпс» и сборной США.

## Клубная карьера
Берхалтер — воспитанник клубов «Хаммарбю» и «Колумбус Крю». 21 августа 2020 года в матче против «Чикаго Файр» он дебютировал в MLS в составе последних. В своём дебютном сезоне Себастьян помог команде выиграть Кубок MLS. В начале 2021 года Берхалтер на правах аренды перешёл в «Остин». 25 апреля в матче против «Колорадо Рэпидз» он дебютировал за новую команду.
В 2022 году Берхалтер перешёл в канадский «Ванкувер Уайткэпс». 26 февраля в матче против своего бывшего клуба «Колумбус Крю» он дебютировал за новую команду. 1 июня 2023 года в поединке против «Хьюстон Динамо» Себастьян забил свой первый гол за «Ванкувер Уайткэпс».

## Международная карьера
11 июня 2025 года в товарищеском матче против сборной Швейцарии Берхалтер дебютировал за сборную США.

## Достижения
Клубные
 «Колумбус Крю»
- Обладатель Кубка MLS — 2020